# Liste der geschützten Landschaftsbestandteile im Landkreis Verden
Im Landkreis Verden gibt es diese ausgewiesenen geschützten Landschaftsbestandteile.
| Schutz des Baumbestands in der Gemarkung Haberloh       | BW | GLB VER 00001 | Langwedel     | ⊙ |  | 5. Juli 1984  |
| Baumschutzsatzung Stadt Achim                           | BW | GLB VER 00002 | Achim         | ⊙ |  | 19. Jan. 1987 |
| Feuchtgebiet-Teich „Vor dem großen Holze“               | BW | GLB VER 00003 | Achim         | ⊙ |  | 26. Jan. 1987 |
| Erlenbruch „Am Embser Berg“                             | BW | GLB VER 00004 | Achim         | ⊙ |  | 26. Jan. 1987 |
| Randmoor in der Clüverdammer Weide                      | BW | GLB VER 00005 | Oyten         | ⊙ |  | 19. Dez. 1988 |
| Eichen-Dreieck                                          | BW | GLB VER 00006 | Langwedel     | ⊙ |  | 21. Dez. 1988 |
| Gutspark Westen                                         | BW | GLB VER 00007 | Dörverden     | ⊙ |  | 11. März 1992 |
| Eitzer Tonkuhle                                         |    | GLB VER 00008 | Verden        | ⊙ |  | 14. März 1995 |
| Eichengruppe in Narthauen                               | BW | GLB VER 00009 | Ottersberg    | ⊙ |  | 20. Juli 1995 |
| Waldbiotope und Hecken in Mitteldorf/Hintzendorf        | BW | GLB VER 00010 | Ottersberg    | ⊙ |  | 22. Apr. 1997 |
| Schutz des Heckenbestands in der Gemeinde Thedinghausen | BW | GLB VER 00011 | Thedinghausen | ⊙ |  | 11. Sep. 2002 |
| Schutz des Landschaftsbestandteiles „Barmer Holz“       | BW | GLB VER 00012 | Dörverden     | ⊙ |  | 23. Juni 2009 |
| Legende für Geschützter Landschaftsbestandteil          |    |               |               |   |  |               |